# Psephotellus
Psephotellus är ett fågelsläkte i familjen östpapegojor inom ordningen papegojfåglar: Släktet omfattar här fyra arter, varav en utdöd, som enbart förekommer i Australien:
- Mulgaparakit (P. varius)
- Svarthättad parakit (P. dissimilis)
- Gulskuldrad parakit (P. chrysopterygius)
- Paradisparakit (P. pulcherrimus) – utdöd

Arterna placerades tidigare ofta i Psephotus. DNA-studier visar dock att de inte är varandras närmaste släktingar.